# 成相善十
成相 善十（なりあい ぜんじゅう、1915年（大正4年）12月4日 - 1998年（平成10年）11月10日）は、日本の政治家、参議院議員を務める（2期）。柔道家。

## 来歴
島根県出雲市出身。慶應義塾大学法学部政治学科を1941年に卒業。島根県議会議員を経て、1977年の第11回参議院議員通常選挙に出馬し当選。同郷の櫻内義雄に近かったため中曽根派に所属し、参議院議院運営委員会筆頭理事、参議院農林水産委員長、自由民主党参院副幹事長などの要職を歴任した。1989年の第15回参議院議員通常選挙では自民党公認が得られず、無所属で出馬して落選、政界を引退した。
1998年11月10日、肺炎のため出雲市の島根医科大学医学部附属病院で死去、82歳。

## 栄誉栄典
- 藍綬褒章　1976年秋、県議会議員として公共の福祉に奉仕し地方自治の発展に貢献したとして[10][11]
- 勲二等瑞宝章　1990年春。
- 従四位　1998年、死没日をもって叙位叙階[12]。

## 親族
- 息子 - 成相安信（島根県議会議員）